# Paul Butel
Pour les articles homonymes, voir Butel (homonymie).
Paul Butel, né le 4 août 1931 à Lanildut dans le Finistère et mort le 28 janvier 2015, à Bruges en Gironde, est un historien français, spécialiste d'histoire coloniale.

## Biographie
Agrégé d'histoire en 1957 et docteur ès lettres avec sa thèse sur L'Histoire commerciale bordelaise dans la seconde moitié du XVIIIe siècle (Paris I, 1973), Paul Butel est professeur d'histoire moderne de l'université de Bordeaux III, où il fonde et dirige le Centre d’histoire des espaces atlantiques, et est membre de l’Institut Universitaire de France.
Il est l'auteur de nombreux ouvrages, en plus de la recherche et de l'enseignement, au confluent de l'histoire, de l'économie et de la culture, liés à l'observation de l'activité portuaire bordelaise.
Paul Butel a été un découvreur d'archives privées, notamment celles des négociants de Bordeaux, celles des prestigieuses maisons de Cognac ou, plus modestement, celles des transporteurs et marchands de l'Aquitaine intérieure placés sous la dépendance du grand marché bordelais. Cette exploitation méthodique lui a permis de cartographier et de décrire les destinations familières des grands produits aquitains et, surtout, de mettre en valeur le rôle de redistribution de la place de Bordeaux vers l'Europe du Nord.

## Publications
- Les Négociants bordelais, l'Europe et les îles au XVIIIe siècle, Paris, Aubier, 1974
- avec Jean-Pierre Poussou, La Vie quotidienne à Bordeaux au XVIIIe siècle, Paris, Hachette, 1980, 350 p. (ISBN 201017836X)
- Les Caraïbes au temps des flibustiers, XVIe – XVIIe siècle, Paris, Aubier Montaigne, coll. « Histoire », 1982
- Les Dynasties bordelaises : de Colbert à Chaban, Paris, Éditions Perrin, coll. « Histoire et fortunes », 1991, 445 p. (ISBN 2-262-00792-6)
- L'Économie française au XVIIIe siècle, Paris, SEDES, 1993, 317 p.
- L'opium, histoire d'une fascination, Paris, Éditions Perrin, 1995
- Les négociants bordelais, l'Europe et les îles au XVIIIe siècle, Paris, Aubier-Montaigne, 1996
- Histoire de l'Atlantique, de l’Antiquité à nos jours (Prix Guizot 1997), Éditions Perrin, 1997, 360 p. (ISBN 978-2-262-00111-7, présentation en ligne)
- La société bordelaise au XVIIIe siècle (co-auteur Jean-Pierre Poussou ; Prix René-Petiet 1981 ; notice de lecture) (coll. « la vie quotidienne »), Paris, Éditions Hachette, 1980, 347 p. (présentation en ligne)
- Européens et espaces maritimes (vers 1690- vers 1790), Presses universitaires de Bordeaux, 1997
- Vivre à Bordeaux sous l'Ancien Régime, Paris, Éditions Perrin, 1999
- L'Histoire du thé, Paris, Desjonquères, 2001, 256 p.
- Histoire des Antilles françaises, XVIIe – XXe siècle, Paris, Éditions Perrin, coll. « tempus », 2002, en quatre parties :
  - Le XVIIe siècle
  - Le XVIIIe siècle
  - La fin de l'ancien régime colonial (1789-1848)
  - De l'abolition de l'esclavage à la départementalisation (de 1848 à 1900, de 1900 à 1946)
- Dynasties bordelaises : Splendeur, déclin et renouveau, Paris, Éditions Perrin, 2008, 516 p. (ISBN 978-2-262-02918-0, présentation en ligne)